# Bob ai XVIII Giochi olimpici invernali
Ai XVIII Giochi olimpici invernali svoltisi nel 1998 a Nagano (Giappone) vennero assegnate due medaglie, bob a 2 e bob a 4 maschili.
Sebbene le nazionali di bob tradizionalmente più forti abbiano dominato, altre nazioni hanno iniziato a mostrare il proprio potenziale: per la prima volta nella storia delle competizioni olimpuiche di bob sono state assegnate ex aequo due medaglie d'oro e due di bronzo e le sette medaglie assegnate complessivamente sono state vinte da squadre di sei nazioni diverse,  mentre otto nazioni si sono classificate tra le prime dieci sia nelle gare a due che in quelle a quattro. Inoltre più nazioni (25) hanno gareggiato nelle gare di bob a quattro che in quelle a bob due (24), con 28 federazioni presenti sulle 50 affiliate alla FIBT.

## Calendario
| Uomini | Bob a due | Bob a due |  |  |  |  | Bob a quattro | Bob a quattro |   |
| Finali |           | 1         |  |  |  |  |               | 1             | 2 |

## Atleti iscritti
| America (35)                                                                                     | America (35)                                                                              | America (35)                                                                            |
| ------------------------------------------------------------------------------------------------ | ----------------------------------------------------------------------------------------- | --------------------------------------------------------------------------------------- |
| - Canada (8) - Giamaica (6)                                                                      | - Isole Vergini Americane (6) - Porto Rico (5)                                            | - Stati Uniti (8) - Trinidad e Tobago (2)                                               |
| Asia (13)                                                                                        |                                                                                           |                                                                                         |
| - Giappone (9)                                                                                   | - Taipei cinese (4)                                                                       |                                                                                         |
| Europa (102)                                                                                     |                                                                                           |                                                                                         |
| - Austria (8) - Bosnia ed Erzegovina (5) - Francia (5) - Germania (9) - Grecia (4) - Irlanda (5) | - Italia (8) - Lettonia (6) - Monaco (4) - Norvegia (4) - Polonia (4) - Gran Bretagna (7) | - Rep. Ceca (5) - Romania (6) - Russia (6) - Svizzera (10) - Ucraina (2) - Ungheria (4) |
| Oceania (6)                                                                                      |                                                                                           |                                                                                         |
| - Australia (4)                                                                                  | - Nuova Zelanda (2)                                                                       |                                                                                         |

## Podi

### Uomini
| Evento                   | Oro                                                                               | Tempo   | Argento                                                         | Tempo   | Bronzo | Tempo   |
| Bob a due (dettagli)     | Italia I Günther Huber Antonio Tartaglia Canada I Pierre Lueders David MacEachern | 3'37"24 |                                                                 |         | Germania I Christoph Langen Markus Zimmermann                                                                                       | 3'37"89 |
| Bob a quattro (dettagli) | Germania II Christoph Langen Markus Zimmermann Marco Jakobs Olaf Hampel           | 2'39"41 | Svizzera I Marcel Rohner Markus Nüssli Markus Wasser Beat Seitz | 2'40"01 | Francia Bruno Mingeon Emanuel Hostache Éric Le Chanony Max Robert Gran Bretagna Sean Olsson Dean Ward Courtney Rumbolt Paul Attwood | 2'40"06 |

## Medagliere
| Posizione | Paese         |   |   |   | Totale |
| --------- | ------------- | - | - | - | ------ |
| 1         | Germania      | 1 | 0 | 1 | 2      |
| 2         | Canada        | 1 | 0 | 0 | 1      |
| 2         | Italia        | 1 | 0 | 0 | 1      |
| 4         | Svizzera      | 0 | 1 | 0 | 1      |
| 5         | Francia       | 0 | 0 | 1 | 1      |
| 5         | Gran Bretagna | 0 | 0 | 1 | 1      |
| Totale    | Totale        | 3 | 1 | 3 | 7      |